# Lavacristalli

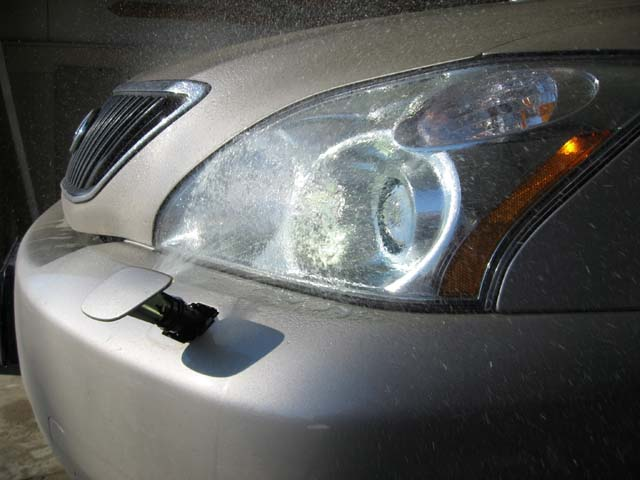
Lavafari

Un Lavacristalli è un dispositivo usato per lavare il parabrezza e/o il lunotto e ridurre l'attrito della spazzola, durante la sua azione di pulizia ed è presente su tutti gli autoveicoli, spesso per imposizioni di legge.
I Lavacristalli possono anche essere installati su altri veicoli come autobus, tram, locomotive, aerei e navi.

## Struttura

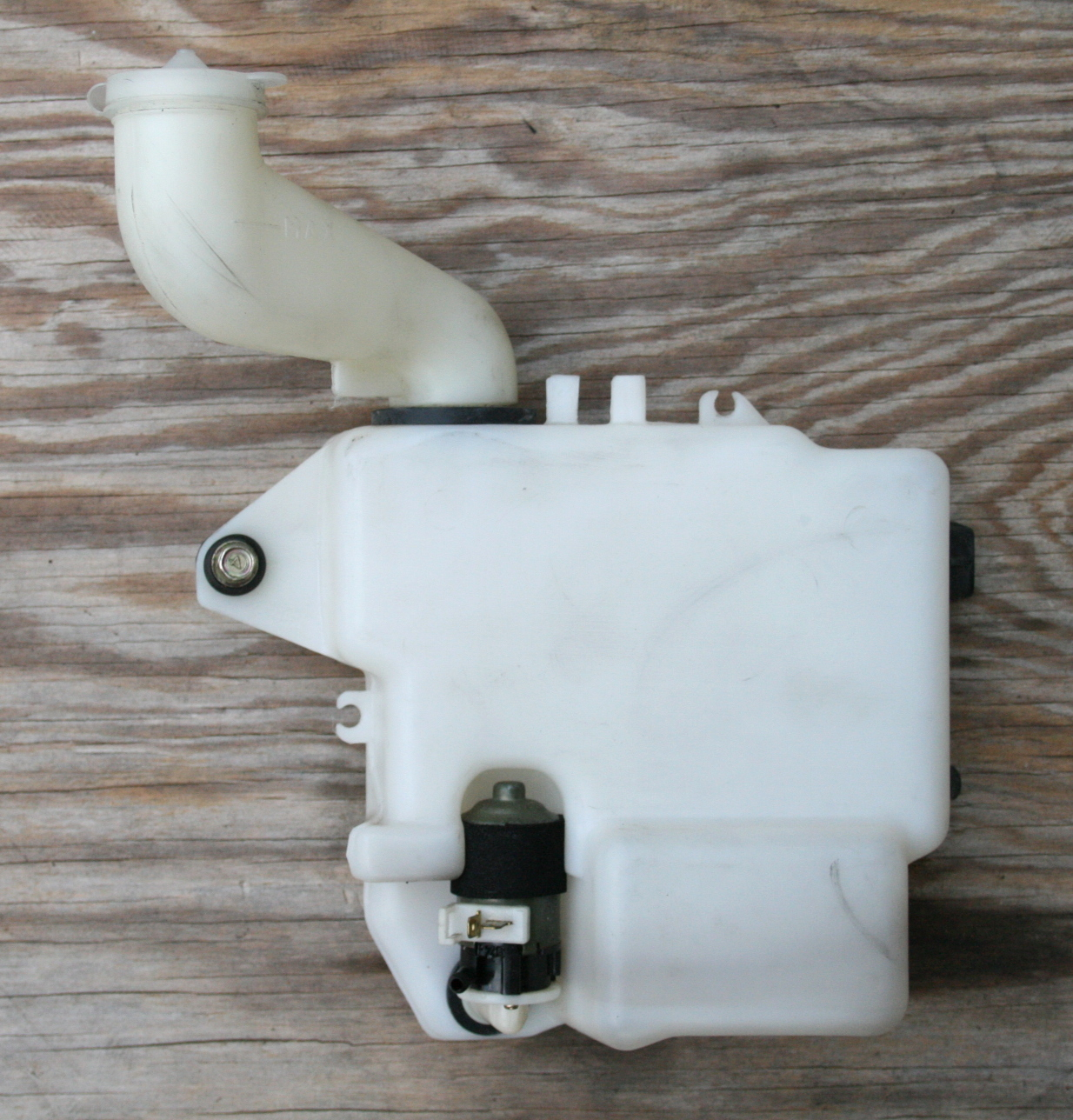
Vaschetta e motorino del lavacristalli

Un Lavacristalli è costituito solitamente da:
- Ugelli, da dove si spruzza l'acqua, generalmente sono regolabili nella direzione
- Serbatoio dell'acqua, da dove si preleva l'acqua
- Pompa dell'acqua, elemento che porta l'acqua dalla vaschetta agli ugelli, manuale a pressione fino agli anni '60, elettrica sulle vetture attuali

Alcune auto di grossa cilindrata sono equipaggiate con lavacristalli nascosti, posti sotto il cofano o delle loro varianti a scomparsa, quando essi sono spenti un meccanismo li sposta dentro la carrozzeria.

## Tipo di getto
Ogni lavacristallo può essere di diverso tipo nel getto del liquido lavacristalli:
- Singolo si ha un solo getto filiforme
- Multiplo, sa hanno più getti singoli, generalmente due o tre
- A ventaglio, si ha un solo getto, ma con una forma a ventaglio aperto

## Varianti & accorgimenti
Alcune auto hanno anche:

Spia acqua lavafari

- Lavafari, tramite uno o più getti puliscono i fari, possono essere accoppiati o no ai tergifari.
- Lavalunotto, esattamente come i lavacristalli, ma applicato al lunotto.

Come accorgimenti si hanno:
- Riscaldamento dei getti, questo permette di ridurre il congelamento dentro agli ugelli
- Acqua saponata, con una miscela di acqua e sapone si aumenta l'efficacia del lavacristalli
- Ugelli nascosti, quando questi sono posti in modo da non essere visti o fuoriescono in caso d'utilizzo, per non disturbare l'aerodinamica del mezzo
- Spia indica quando il livello dell'acqua è vicino all'esaurimento

## Manutenzione

Animazione Lavafari

La manutenzione dei lavacristalli può essere del tipo:
- Regolazione dei getti esistono diversi modi per regolare i getti e secondo di come sono costruiti
  - Tramite spillo metodo più comune, dove tramite uno spillo si regola la direzione dei getti
  - Vite a spirale presente in alcuni dei veicolo più moderni, dove solo l'altezza può essere regolata.
- Rabbocco dell'acqua, con l'uso diminuisce la quantità d'acqua contenuta nella vaschetta, che deve essere rabboccata.